# Zapalenie osierdzia

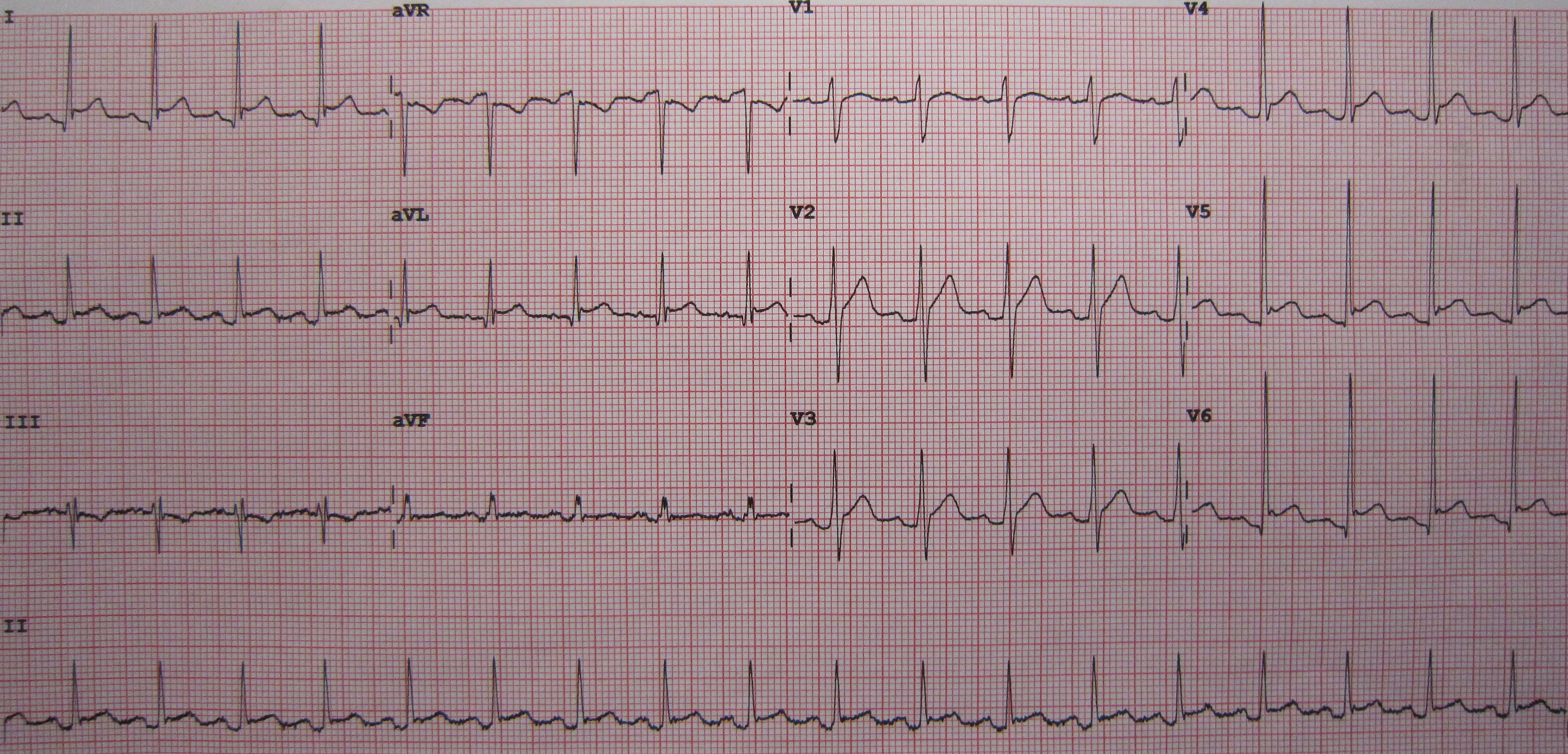
Zapalenie osierdzia w EKG

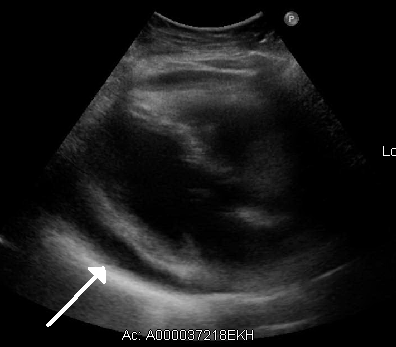
Rozwarstwienie blaszek osierdzia (płyn) w obrazie USG

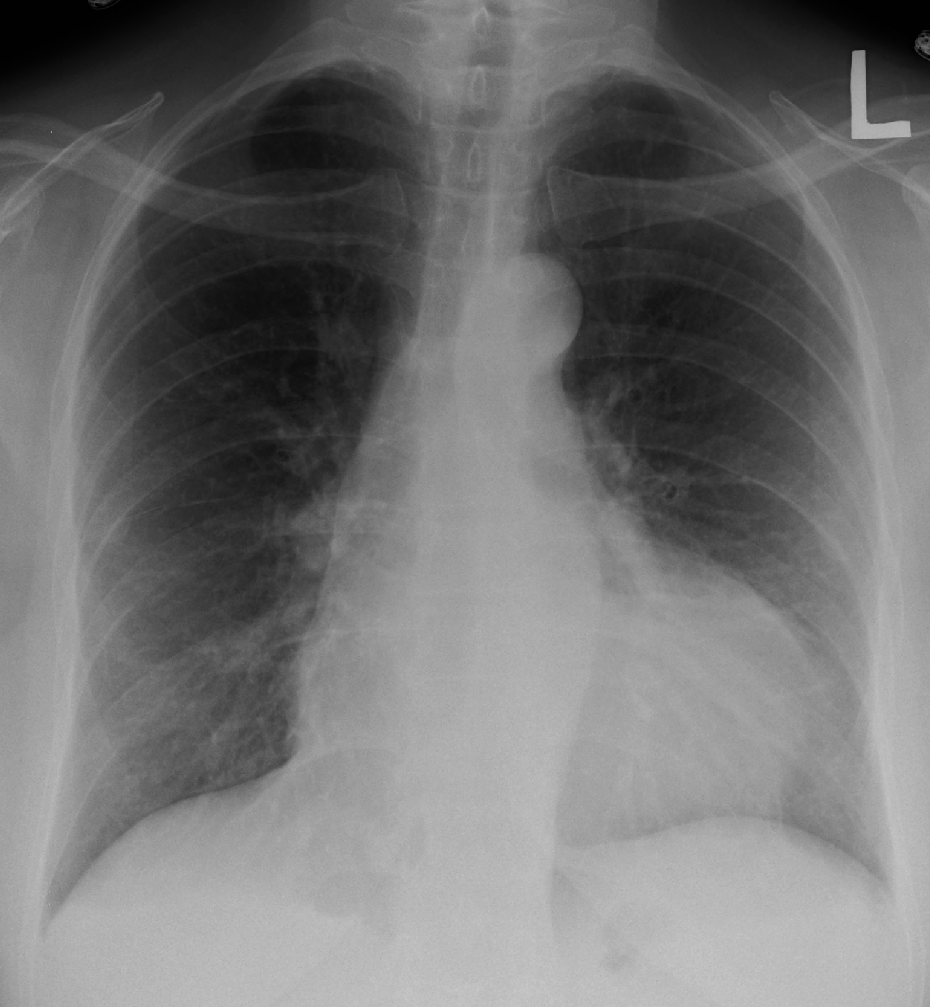
Płyn w osierdziu w obrazie RTG

Zapalenie osierdzia (łac. pericarditis) – stan zapalny blaszek osierdzia, o różnej etiologii, któremu zwykle towarzyszy gromadzenie się płynu pomiędzy blaszkami osierdzia w tak zwanym worku osierdziowym.

## Przebieg kliniczny
Zapalenie osierdzia może przebiegać jako:
- zapalenie ostre
- zapalenie przewlekłe, czyli trwające ponad 3 miesiące
- zapalenie nawracające

## Etiologia
Zmiany zapalne mogą mieć charakter pierwotny lub wtórny, ogólnie dzieli się je na przyczyny infekcyjne (infekcyjne zapalenie osierdzia), nieinfekcyjne i idiopatyczne (nie można ustalić przyczyny zapalenia).
- zakażenia
  - wirusowe
    - Coxsackie
    - enterowirusy
    - wirusy ECHO
    - adenowirusy
    - cytomegalowirus
    - wirus grypy i paragrypy
    - HCV
    - HIV

  - bakteryjne
- w przebiegu kolagenoz
- pozawałowe zapalenie osierdzia
  - wczesne, pojawiające się w przypadku zawałów pełnościennych
  - późne, zespół Dresslera
- po operacjach kardiochirurgicznych
- mocznicowe zapalenie osierdzia
- urazowe zapalenie osierdzia; występuje np. u bydła w przypadku połknięcia ciała obcego, które po przebiciu ściany czepca od strony klatki piersiowej i przepony uszkadza również osierdzie[2]
- popromienne zapalenie osierdzia
- polekowe odczyny osierdziowe
  - bromokryptyna
  - fenylobutazon
  - amiodaron
  - cyklosporyna A
  - diuretyki tiazydowe
- endokrynne
  - niedoczynność tarczycy
- nowotwory osierdzia

## Częstość występowania
Najczęstszą przyczyna zapalenia osierdzia, często przebiegająca z jednoczesnym zapaleniem mięśnia sercowego, jest zapalenie o etiologii wirusowej. Zakażenie bakteryjne w dobie antybiotykoterapii występuje bardzo rzadko, z wyjątkiem przypadków gruźliczego zapalenia osierdzia, który jest poważnym problemem u chorych na AIDS, które nieleczone kończą się śmiercią w 85% przypadków. W przebiegu pełnościennego zawału mięśnia sercowego u 5–20% osób dochodzi do zapalenia osierdzia, cechuje się ono jednak skąpoobjawowym przebiegiem i często jest nierozpoznawane. Postać późna pozawałowego zapalenia osierdzia, zwana zespołem Dresslera, pojawia się u poniżej 5% chorych, leczenie trombolityczne zmniejsza tę liczbę poniżej 0,5%. Operacja CABG wiąże się z 20% ryzykiem rozwoju choroby. Zapalenia osierdzia w przebiegu kolagenoz jest częstym objawem współistniejącym – pojawia się u 50% chorych na twardzinę układową i u 30% chorych na reumatoidalne zapalenie stawów i toczeń rumieniowaty układowy. Wysięk w obrębie worka osierdziowego stwierdzany jest także w 5-30% chorych z niedoczynnością tarczycy i 10% z mocznicą. Pourazowe zapalenia osierdzia mogą wystąpić jako powikłania urazów zewnętrznych, od strony przełyku lub w przebiegu przezskórnych zabiegów angioplastycznych. W przypadkach, jeśli objawy zapalenia osierdzia powracają po kilku miesiącach poprawy, mówi się o nawracającym zapaleniu osierdzia.

## Objawy kliniczne
Najczęściej występujące objawy to:
- gorączka
- ból w klatce piersiowej:
  - zlokalizowany w okolicy przedsercowej lub zamostkowej, promieniujący do pleców, do okolicy łopatki
  - nasila się w pozycji leżącej, zmniejsza się na siedząco i w pochyleniu do przodu
  - często z towarzyszącym mu kaszlem i dusznością
- tarcie osierdziowe, słyszalne w trakcie osłuchiwania serca, najlepiej słyszalne w trakcie zatrzymanego wydechu u chorego w pozycji siedzącej w przodopochyleniu lub w pozycji kolankowo-łokciowej. Tarcie osierdziowe składa się z trzech faz: jednego dźwięku słyszalnego w skurczu i dwóch w rozkurczu. Zazwyczaj słyszalne jest na nad niewielkim obszarem klatki piersiowej, najczęściej przy lewym brzegu mostka w II-III międzyżebrzu. Przyciśniecie głowicy stetoskopu do skóry może wzmocnić słyszalny dźwięk tarcia osierdziowego. Nie jest objawem stałym, pojawia się i zanika.
- w przypadku szybkiego narastania objętości płynu w osierdziu – objawy zagrażającej tamponady serca
- w przypadku etiologii infekcyjnej często współistnieją objawy zapalenia mięśnia sercowego, które wysuwają się na pierwszy plan
- podwyższenie wskaźników stanu zapalnego, takich jak OB, CRP, podwyższona leukocytoza, może dojść do podwyższenia poziomu troponin, co świadczy o jednoczesnym zajęciu mięśnia serca
- EKG – charakterystycznym objawem elektrokardiograficznym jest rozlane[3] poziome uniesienie odcinka ST i równoczesne obniżenie odcinka PQ
- RTG klatki piersiowej – w przypadku nagromadzenia dużej ilości płynu (ponad 250 ml) obserwuje się butelkowatą sylwetkę serca
- echokardiografia – metoda z wyboru do rozpoznania (wykrywa nawet niewielką ilość płynu, u osób z tak zwanym suchym zapaleniem osierdzia jest nieskuteczna) i monitorowania leczenia
- Tomografia komputerowa jest konieczna do oceny gęstości płynu w osierdziu, celem wykluczenia ropniaka osierdzia
- niekiedy konieczne jest wykonanie biopsji osierdzia i badanie płynu osierdziowego celem ustalenia rozpoznania (np. nowotwory)
- w przypadkach przewlekłego zapalenia osierdzia występuje ból w klatce piersiowej, uczucie niemiarowego bicia serca, utrata apetytu i masy ciała

## Leczenie
Leczenie zapalenia osierdziowego jest uzależnione przede wszystkim od ilości nagromadzonego płynu i szybkości jego narastania.
- w przypadku niewielkiej ilości płynów wprowadza się leczenie przyczynowe, w zależności od etiologii, oraz leczenie objawowe oparte na niesterydowych lekach przeciwzapalnych; w przypadku nieskuteczności takiego postępowania do leczenia włącza się inne leki nieswoiste (patrz niżej); dopiero brak skuteczności powoduje konieczność rozważenia nakłucia osierdzia, czyli perikardiocentezę
- w przypadku dużej ilości płynu, jednak bez objawów tamponady serca, po wdrożeniu leczenia, konieczne jest stałe monitorowanie echokardiograficzne i w przypadku braku regresji ilości płynów obowiązuje wykonanie perikardiocentezy
- w przypadkach tamponady serca – perikardiocenteza

### Leki nieswoiste
- niesterydowe leki przeciwzapalne
- kolchicyna
- glikokortykosteroidy

### Perikardiocenteza
- tamponada serca
- znaczne nagromadzenie płynu w osierdziu, utrzymujące się ponad tydzień i niereagujące na stosowane leczenie
- podejrzenie ropnego zapalenia osierdzia
- podejrzenie nowotworowego zapalenia osierdzia

### Leczenie swoiste
- ropne zapalenie osierdzia – konieczna antybiotykoterapia oraz otwarty drenaż worka osierdziowego z płukaniem worka osierdziowego; jako postępowanie wspomagające może być stosowane doosierdziowe podawanie antybiotyków
- leki przeciwprątkowe w przypadku tła gruźliczego
- mocznicowe zapalenie osierdzia wymaga zwykle zwiększenie częstości dializ, co zwykle prowadzi do ustąpienia dolegliwości
- zespół Dresslera – wystarczającym leczeniem jest stosowanie kwasu acetylosalicylowego lub ibuprofenu

### Leczenie postaci przewlekłych
Przewlekłe zapalenie osierdzia wymaga perikardiocentezy, a w przypadku jej nieskuteczności koniecznym może się okazać stały drenaż osierdzia w oparciu o wytworzenie okna osierdziowo-opłucnego.

### Nawracające zapalenie osierdzia
Nawroty ostrego zapalenia osierdzia leczy się jak zapalenie ostre. Nawrotom zapobiega się przewlekle stosując niesterydowe leki przeciwzapalne, kolchicynę lub, w przypadkach opornych, glikosteroidy. Dawki leków stopniowo się zmniejsza i następnie odstawia. W przypadku nawrotu objawów do leczenia może być dodana azatiopryna lub cyklofosfamid.

## Klasyfikacja ICD10
| kod ICD10     | nazwa choroby                                                               |
| ------------- | --------------------------------------------------------------------------- |
| ICD-10: I30   | Ostre zapalenie osierdzia                                                   |
| ICD-10: I30.0 | Ostre nieokreślone samoistne zapalenie osierdzia                            |
| ICD-10: I30.1 | Zapalenie osierdzia zakaźne                                                 |
| ICD-10: I30.8 | Inne postacie ostrego zapalenia osierdzia                                   |
| ICD-10: I30.9 | Ostre zapalenie osierdzia, nieokreślone                                     |
| ICD-10: I31   | Inne choroby osierdzia                                                      |
| ICD-10: I31.0 | Przewlekłe zarostowe zapalenie osierdzia                                    |
| ICD-10: I31.1 | Przewlekłe zaciskające zapalenie osierdzia                                  |
| ICD-10: I32   | Zapalenie osierdzia w chorobach sklasyfikowanych gdzie indziej              |
| ICD-10: I32.0 | Zapalenie osierdzia w chorobach bakteryjnych sklasyfikowanych gdzie indziej |
| ICD-10: I32.1 | Przewlekłe zaciskające zapalenie osierdzia                                  |
| ICD-10: I32.8 | Zapalenie osierdzia w innych chorobach sklasyfikowanych gdzie indziej       |